# 帕查菈·帕塔蓬
帕查菈·帕塔蓬（泰語：อัจฉรา ปัพงศ์พงศ์；1938年—），是泰國已退役女子羽球運動員。她是1960年代泰國最重要的羽球運動員之一。

## 簡歷
1958年，帕查菈·帕塔蓬贏得馬來西亞羽球公開賽女子單打冠軍後首次引起國際關注。一年後，她衛冕成功。1961年，她參加第二屆東南亞運動會羽球比賽女子單打項目，在決賽中輸給馬來西亞選手陳玉美而獲得銀牌。1966年，她與姐姐Pratuang Pattabongse一起獲得亞洲運動會羽球比賽女子雙打銅牌。四年後的同一比賽，她與Bandid Jaiyen一起獲得混合雙打銀牌，並與Sumol Chanklum一起獲得女子雙打銅牌。1971年，她再次參加東南亞運動會羽球比賽，與Thongkam Kingmanee一起贏得女子雙打金牌。